# Saint-Germain-Lembron
Saint-Germain-Lembron är en kommun i departementet Puy-de-Dôme i regionen Auvergne-Rhône-Alpes i centrala Frankrike. Kommunen ligger i kantonen Saint-Germain-Lembron som tillhör arrondissementet Issoire. År 2022 hade Saint-Germain-Lembron 2 020 invånare.

## Befolkningsutveckling
Antalet invånare i kommunen Saint-Germain-Lembron
| Referens: INSEE |